# NGC 7630
NGC 7630 is een spiraalvormig sterrenstelsel in het sterrenbeeld Pegasus. Het hemelobject werd in 1880 ontdekt door de Britse astronoom Andrew Ainslie Common.

## Synoniemen
- UGC 12540
- MCG 2-59-27
- ZWG 431.44
- KAZ 551
- PGC 71176